# Odeth Tavares
Maria Odeth Sanches Tavares (18 de agosto de 1976) é uma desportista e política angolana. Filiada ao Movimento Popular de Libertação de Angola (MPLA), é deputada de Angola pelo Círculo Eleitoral Nacional desde 28 de setembro de 2017.
Tavares foi desportista, tendo sido guarda-redes da Seleção Nacional de andebol de Angola.